# Opal Palmer Adisa
Opal Palmer Adisa (n. 1954 - ) este o artistă, scriitoare și profesoară jamaicană.